# Streptococcus thermophilus
Streptococcus thermophilus известен още като Streptococcus salivarius subsp. thermophilus е грам-положителна бактерия и ферментативен факултативен анаероб от групата на viridans. Тества се отрицателно за цитохром, оксидаза и каталаза и положително за алфа-хемолитичната активност. Тя е немобилен и не образува ендоспори. S. thermophilus се фимбрира.
Класифицирана е и като млечнокисела бактерия. S. thermophilus се намира във ферментиралите млечни продукти и обикновено се използва при производството на кисело мляко, заедно с Lactobacillus delbrueckii subsp. bulgaricus. Двата вида са синергични, а S. thermophilus вероятно осигурява L. d. bulgaricus с фолиева киселина и мравчена киселина, която използва за пуриновия синтез. S. thermophilus има оптимален температурен диапазон на растеж от 35 – 42 °C, докато L. d. bulgaricus има оптимален диапазон от 43 – 46 °C.